# Klaus Heymann
Klaus Heymann (* 22. Oktober 1936 in Frankfurt am Main) ist ein deutscher Unternehmer der Unterhaltungsindustrie und Gründer von Naxos in Hongkong, eines weltweit agierenden Plattenlabels im Bereich der Klassischen Musik.

## Leben
Heymann studierte Romanistik und Anglistik an den Universitäten in Frankfurt und London, an der Sorbonne in Paris und schließlich an der Universität in Lissabon, brach jedoch sein Studium, das er sich als Tennislehrer verdiente, ohne Abschluss ab. Im Jahr 1967 ging er im Auftrag einer US-amerikanischen Soldatenzeitschrift nach Hongkong, um deren Asien-Vertrieb zu organisieren. Nebenbei baute er ein eigenes Versandgeschäft für Uhren, Kameras und HiFi-Geräte auf.
1974 lernte er seine spätere Ehefrau kennen, die japanische Geigerin Takako Nishizaki (* 1944). Um ihr eine Beschäftigungsplattform zu geben, gründete Heymann 1982 kurzerhand das Plattenlabel „Marco Polo“, für das Nishizaki selten gespielte Werke aufnahm. Im Jahr 1987 gründete er schließlich das Label Naxos, wo inzwischen beider Sohn Henryk beschäftigt ist. Naxos hat ein Repertoire von über 6000 klassischen Musiktiteln. Muttergesellschaft beider Labels ist die „HNH International Ltd.“ in Hongkong, benannt nach den Initialen von Klaus Heymanns Sohn Henryk Nishizaki-Heymann. Heymann lebt in Hongkong (Kowloon) und Auckland.